# Kunstpalais Erlangen

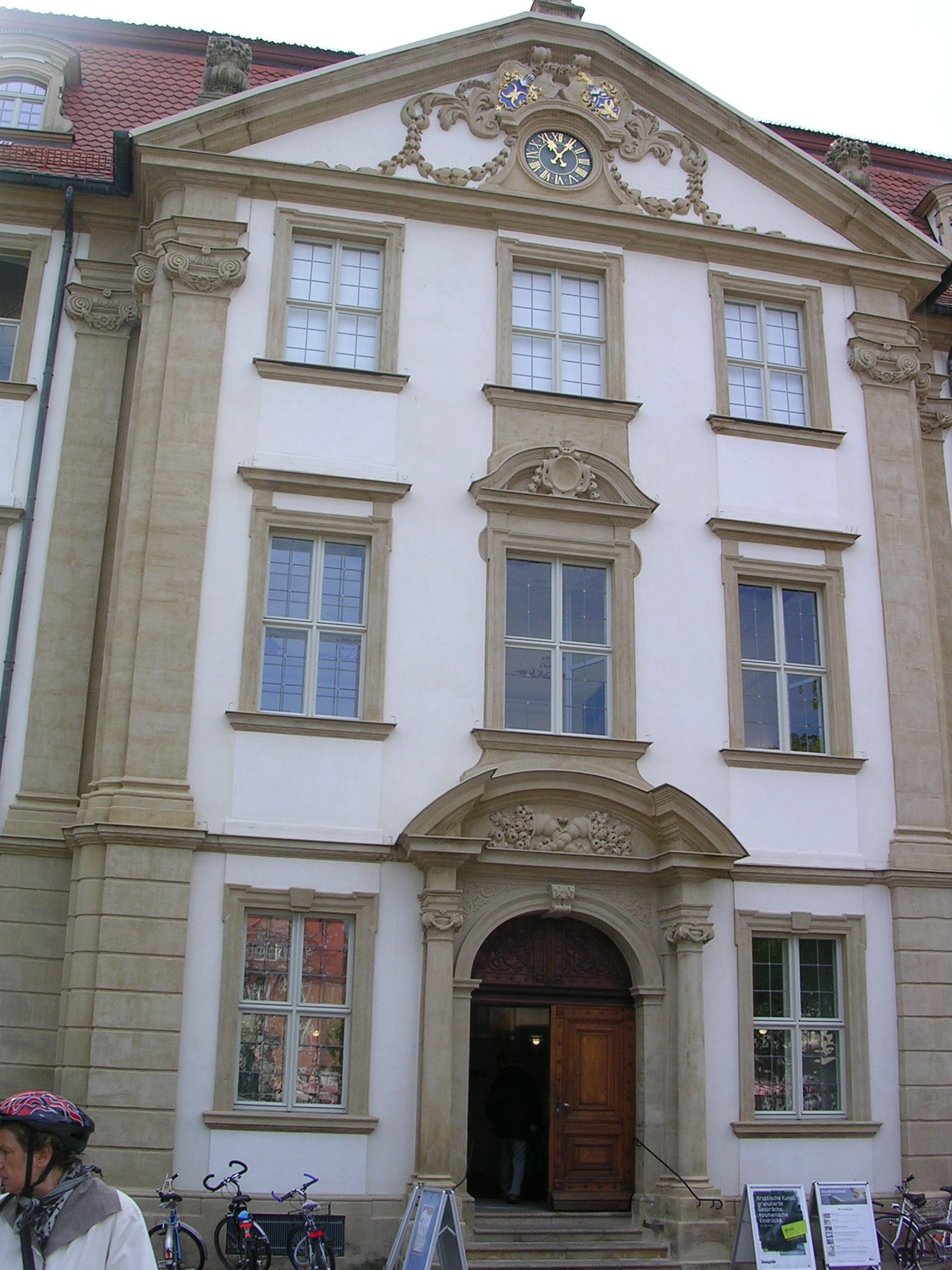
Kunstpalais Erlangen in Palais Stutterheim

Het Kunstpalais Erlangen is een museum en expositieruimte voor moderne en hedendaagse kunst in de Duitse stad Erlangen in Middel-Franken.

## Geschiedenis
Het Kunstpalais is sinds 2010 een voortzetting van de Städtischen Galerie Erlangen, die zich sinds 1974 bevindt in het Palais Stutterheim, dat van 1728 tot 1730 werd gebouwd in het centrum van de hugenotenstad Erlangen.
Na een twee jaar durende renovatie, waarin de expositieruimte met 500 m² op de begane grond en in de kelderverdieping werd verdubbeld, werd het museum heropend in 2010.
Het tentoonstellingsprogramma is gericht op de internationale hedendaagse kunst. Daarnaast biedt het museum exposities van de eigen collectie, de Städtische Sammlung Erlangen. Deze collectie omvat meer dan 4500 stuks grafiek, multiples, foto's, kunstenaarsboeken en grafiekmappen.

## Collectie
De collectie vertegenwoordigd alle relevante stromingen der internationale kunstscene vanaf 1945 en omvat werk van onder anderen :
- Josef Albers
- Georg Baselitz
- Joseph Beuys
- Marcel Broodthaers
- Jan Dibbets
- Günther Förg
- Nan Goldin
- Hans Hartung
- Jörg Immendorff
- Donald Judd
- Sol LeWitt
- Richard Long (kunstenaar)
- Markus Lüpertz
- Gerhard Merz
- Dennis Oppenheim